# 五氏
五氏，别称“寒氏”，于春秋战国时期建城，隶属于邯郸县辖，直到西汉初期慢慢没落，今存武安市午汲镇午汲古城遗址。

## 沿革
鲁僖公九年，游牧部落赤狄入侵卫国，晋献公随后率军打败赤狄并占领朝歌、河内、邯郸及百泉四邑。后来晋襄公女婿赵穿受封并采邑于邯郸，他的后人也以国为氏。这其中有一位叫做赵午（邯郸午），于邯郸城西建城，五氏城因为他的封邑而得此名。
鲁定公九年秋，齐卫联军入侵邯郸，攻打五氏城，并在史书中以“次”描述这次入侵。杜预认为这是由于卫国刚刚叛变，而晋国和鲁国又亲密，因此耻于用“伐”。此次战役一直延续到十年春，赵鞅率军反围卫军，使得五氏城保留在晋国手中。
现存午汲古城遗址为省级文化保护单位，于1982年7月23日公布。

### 书目

#### 书籍
- 左丘明：《春秋左氏传》
- 孔颖达：《春秋左传正义》
- 顾祖禹：《读史方舆纪要》
- 王掞：《钦定春秋传说汇纂》
- 秦嘉谟等：《世本八种》，商务印书馆1957
- 乔登云：《邯郸考古研究—乔登云考古文集》，科学出版社出版2016

#### 论文
- 孙继民,郝良真.<水经漳水注>邯郸附近山川城邑考[J].历史地理1993(11)，pp.280-281.

### 脚注
1. ↑  《春秋左传正义》卷五十六·定公十年：“寒氏即五氏也”
2. ↑  《钦定春秋左传传说汇纂》：“今直隶广平邯郸县西有五氏城亦曰寒氏城”
3. ↑  《读史方舆纪要》卷十五·北直六：“五氏城在县西，亦曰寒氏”
4. ↑  复旦大学历史地理研究所《中国历史地名辞典》编委会编. . 南昌：江西教育出版社. 1986.08: 101.
5. ↑  《邯郸考古研究—乔登云考古文集》，第169页
6. ↑  见《<水经漳水注>邯郸附近山川城邑考》
7. ↑  《春秋左传正义》卷十九·文公十一年：“对曰赵氏新出其属曰臾骈必实为此谋将以老我师也臾骈赵盾属大夫新出佐上军赵有侧室曰穿晋君之婿也侧室支子穿赵夙庶孙穿音川注侧室至庶孙正义曰文王世子云公若有出疆之政庶子守公宫正室守大庙郑玄云正室适子也正室是适子知侧室是支子言在适子之侧也世族谱穿赵夙之孙则是赵盾从父昆弟之子也”
8. ↑  《世本八种》：“邯郸氏，赵氏侧室子穿称赵武子，食采邯郸，以国为氏。”
9. ↑  《读史方舆纪要》卷十五·北直六：“春秋时晋邯郸大夫赵午之私邑”
10. ↑  《春秋左传正义》卷十九·文公十一年：“盾为正室故谓穿为侧室穿别为邯郸氏赵旃赵胜邯郸午是其后也”
11. ↑  《春秋左氏传》定公九年：“秋齐侯卫侯次于五民”
12. ↑  《春秋左传正义》卷五十五·定公九年：“卫侯将如五氏齐侯在五氏将往助之卜过之龟焦卫至五氏道过中牟畏晋故卜龟焦兆不成不可以行事也卫侯曰可也卫车当其半寡人当其半敌矣卫侯怒晋甚不复顾卜欲以身当五百乘「复，扶又反」乃过中牟中牟人欲伐之卫褚师圃亡在中牟曰卫虽小其君在焉未可胜也齐师克城而骄其帅又贱城谓夷仪也帅谓东郭书「褚，中吕反。帅，所类反，注同」”
13. ↑  《春秋左传正义》卷五十六·定公十年：“前年卫人助齐伐五氏”
14. ↑  《读史方舆纪要》卷十五·北直六：“定九年卫侯如五氏盖会齐侯之师共伐邯郸午于寒氏也”
15. ↑  《春秋左传正义》卷五十五·定公九年：“秋齐侯卫侯次于五氏五氏晋地不书伐者讳伐盟主以次告正义曰传言齐侯伐晋夷仪乃与卫侯次于五氏次既告则伐亦应告故杜以为讳伐盟主直以次告知非不告伐故不书者若全不告鲁容可不以伐告今既以次告鲁何意告次不告伐明以卫新叛晋又鲁与晋亲故耻以伐告唯告次耳刘炫以为不告伐故不书而规杜氏非也”
16. ↑  《春秋左氏传》定公十年：“晋赵鞅围卫报夷仪也初卫侯伐邯郸午于寒氏城其西北而守之宵熸及晋围卫午以徒七十人门于卫西门杀人于门中曰请报寒氏之役涉佗曰夫子则勇矣然我往必不敢启门亦以徒七十人旦门焉步左右皆至而立如植日中不启门乃退反役晋人讨卫之叛故曰由涉佗成何于是执涉佗以求成于卫卫人不许晋人遂杀涉佗成何奔燕君子曰此之谓弃礼必不钧诗曰人而无礼胡不遄死涉佗亦遄矣哉”